# リカーディ
リカーディ（イタリア語: Ricadi）は、イタリア共和国カラブリア州ヴィボ・ヴァレンツィア県にある、人口約4,900人の基礎自治体（コムーネ）。

## 地理

### 位置・広がり

#### 隣接コムーネ
隣接するコムーネは以下の通り。
- ドラーピア
- ヨッポロ
- スピーリンガ
- トロペーア

## 行政

### 分離集落
リカーディには、以下の分離集落（フラツィオーネ）がある。
- Barbalaconi, Brivadi, Capo Vaticano, Ciaramìti, Lampazzone, Orsigliadi, Santa Domenica, Santa Maria, San Nicolò